# Ivar Nordkild
Ivar Olaus Nordkild (* 14. Mai 1941 in Vassdalen, Bjerkvik, Narvik kommune) ist ein ehemaliger norwegischer Biathlet.
Ivar Nordkild startete als Aktiver für Bjerkvik Idrettslag. Mit fast zehn Jahren hatte er eine für seine Zeit ungewöhnlich lange internationale Karriere. Bei der Biathlon-Weltmeisterschaft 1965 in Elverum gewann er mit Olav Jordet und Ola Wærhaug die inoffiziell gewertete erstmalige Staffelwertung, die die Mannschaftswertung der Vorjahre, in der die Einzel-Ergebnisse addiert wurden, ersetzte. Im Einzel wurde er 14. Im Jahr darauf gewann Nordkild in Garmisch-Partenkirchen an der Seite von Jon Istad, Ragnar Tveiten und Olav Jordet das erstmals ausgetragene Staffelrennen. Danach dauerte es bis 1971, dass er in Hämeenlinna erneut bei Weltmeisterschaften zum Einsatz kam. Mit Tor Svendsberget, Ragnar Tveiten und Magnar Solberg gewann er hinter der zu der Zeit übermächtigen Sowjetunion als Schlussläufer die Staffelsilbermedaille. Im Einzel wurde er 14. Zu den letzten internationalen Meisterschaften wurden die Weltmeisterschaften 1974 in Minsk, bei denen Nordkild im Einzel auf den 36. Platz kam.
National gewann Nordkild 1966 in Elverum erstmals mit Bronze im Einzel hinter Jon Istad und Ola Wærhaug eine Medaille. 1967 wurde er in Lier hinter Istad sowie 1970 in Trondheim hinter Kjell Hovda Vizemeister, 1968 in Kongsvinger und nochmals 1974 in Vingrom Dritter im Einzel. 1974 erreichte er auch seinen größten nationalen Erfolg, als er die erstmals ausgetragene Meisterschaft im Sprint vor Kjell Hovda und Esten Gjelten für sich entscheiden konnte.